# Polyrhachis smithi
Polyrhachis smithi är en myrart som beskrevs av Carlo Emery 1901. Polyrhachis smithi ingår i släktet Polyrhachis och familjen myror. Inga underarter finns listade i Catalogue of Life.